# Alloscorpiops
Alloscorpiops je rod štírů čeledi Euscorpiidae. Do roku 1998 byl řazeb k rodu Scorpiops. Alloscorpiops byl popsán 1980.

## Druhy
- Alloscorpiops anthracinus (Simon, 1887)
- Alloscorpiops lindstroemii (Thorell, 1889)